# Wunderpus photogenicus
Il polpo wunderpus (Wunderpus photogenicus Hochberg, Norman & Finn, 2006) è un mollusco cefalopode della famiglia Octopodidae. È l'unica specie del genere Wunderpus.
W. photogenicus è stato descritto formalmente solo nel 2006. Il polpo wunderpus è importante commercialmente per le comunità della fotografia subacquea, delle immersioni e del turismo, specialmente in tutta l'Indonesia.
A causa dell'aspetto e del comportamento il polpo wunderpus, viene spesso confuso con un suo parente stretto, il polpo mimo o polpo mimetico (Thaumoctopus mimicus).

## Descrizione

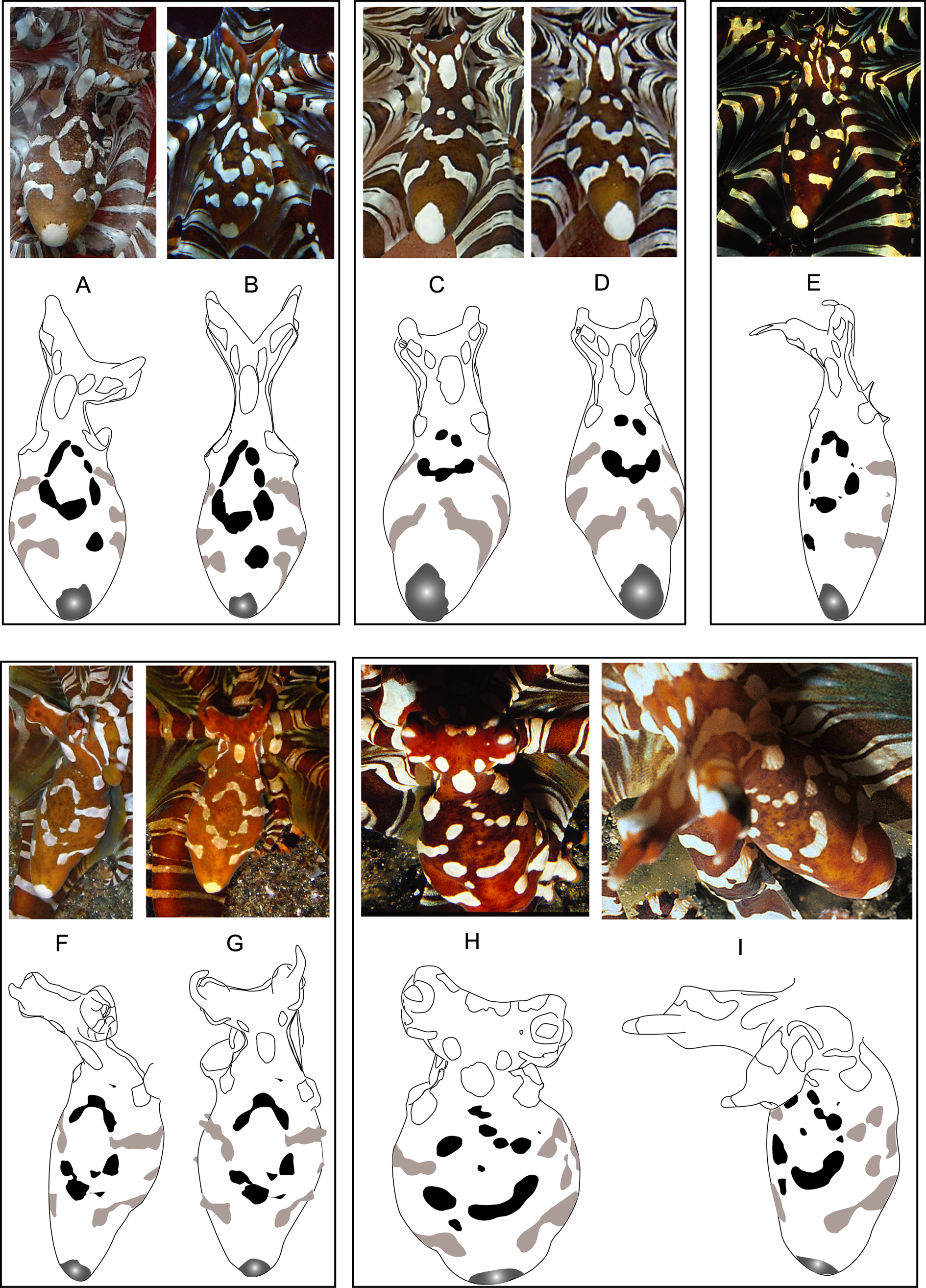
Varietà di segni bianchi nel mantello di cinque individui di W. photogenicus

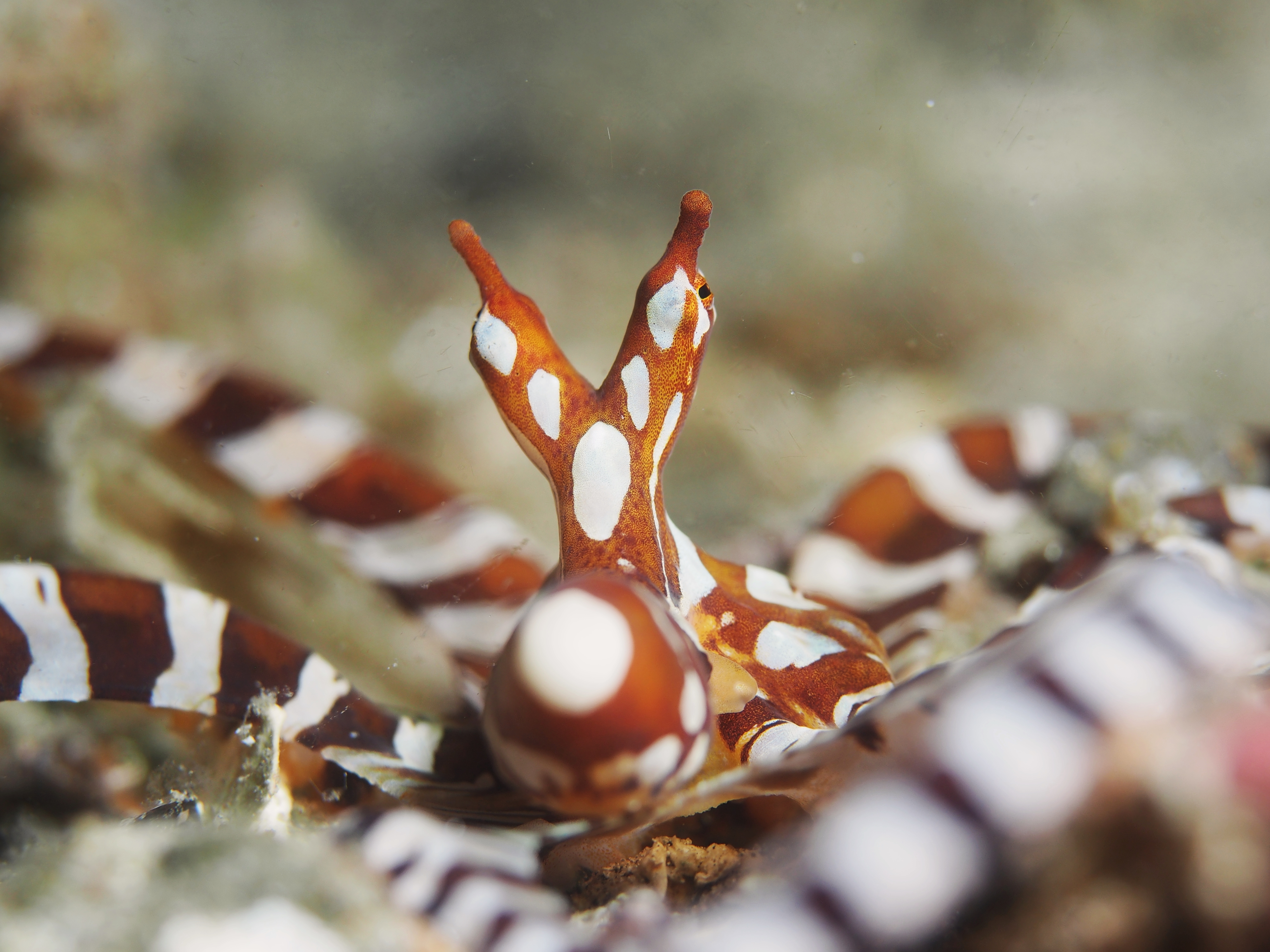
Primo piano di W. photogenicus, notare le papille sopra gli occhi

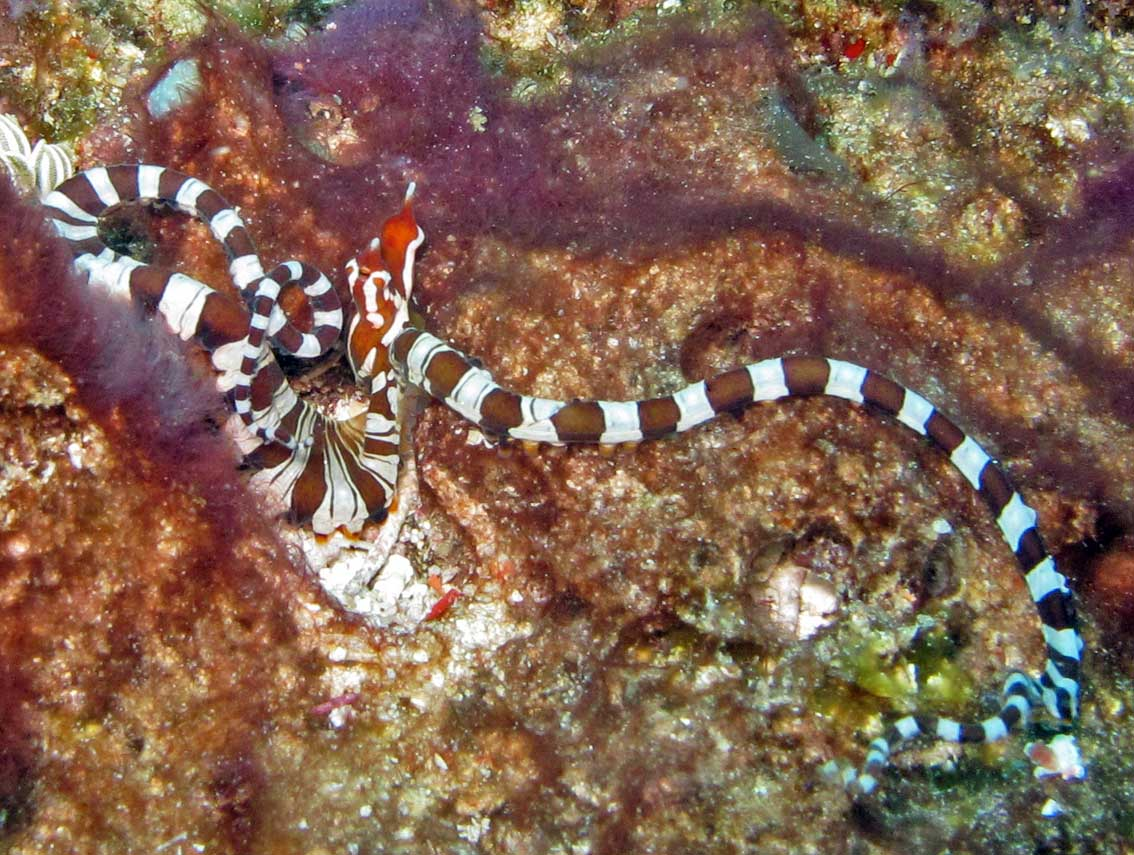
W. photogenicus imita il serpente velenoso Laticauda colubrina

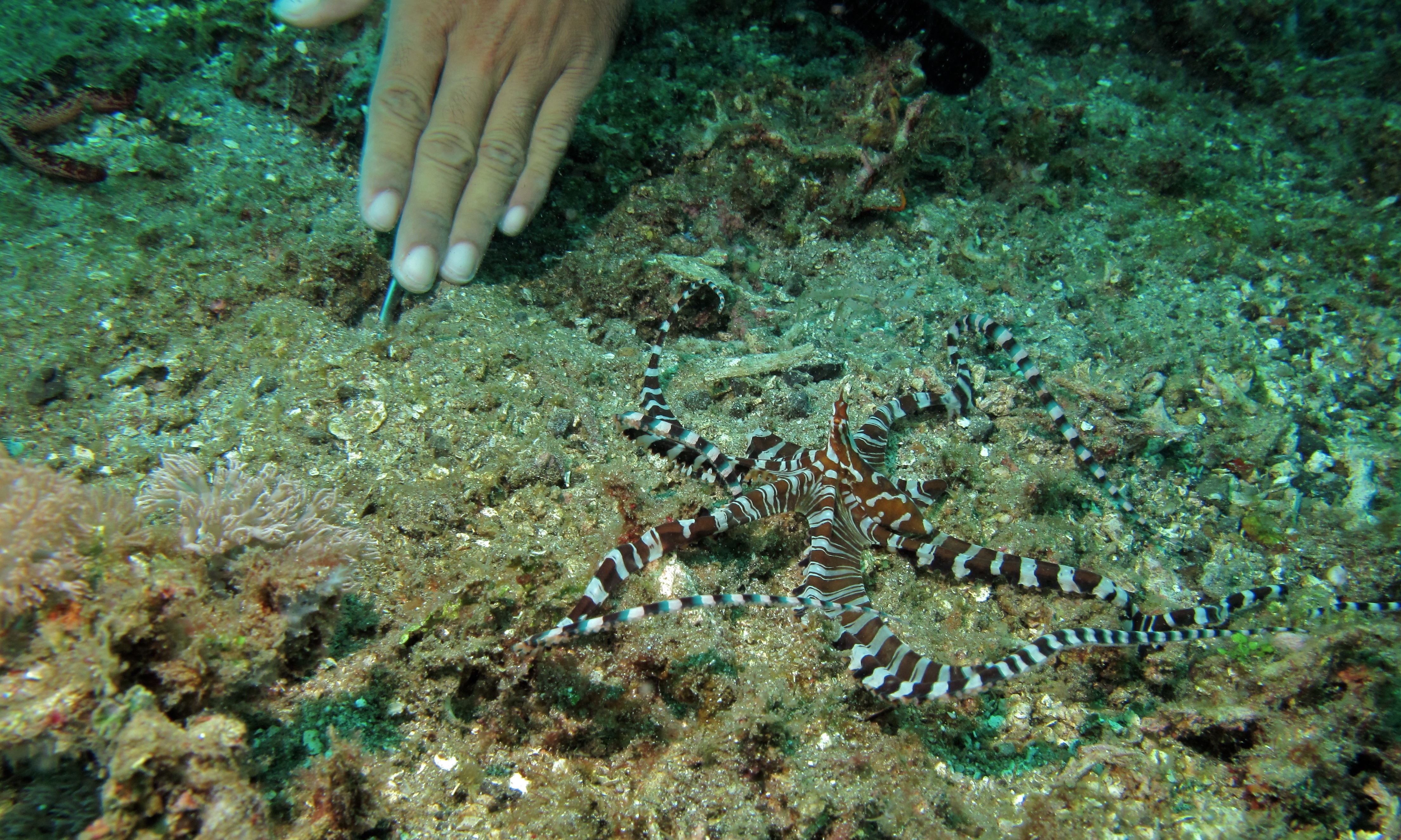
Notare le piccole dimensioni di W. photogenicus, a confronto di una mano

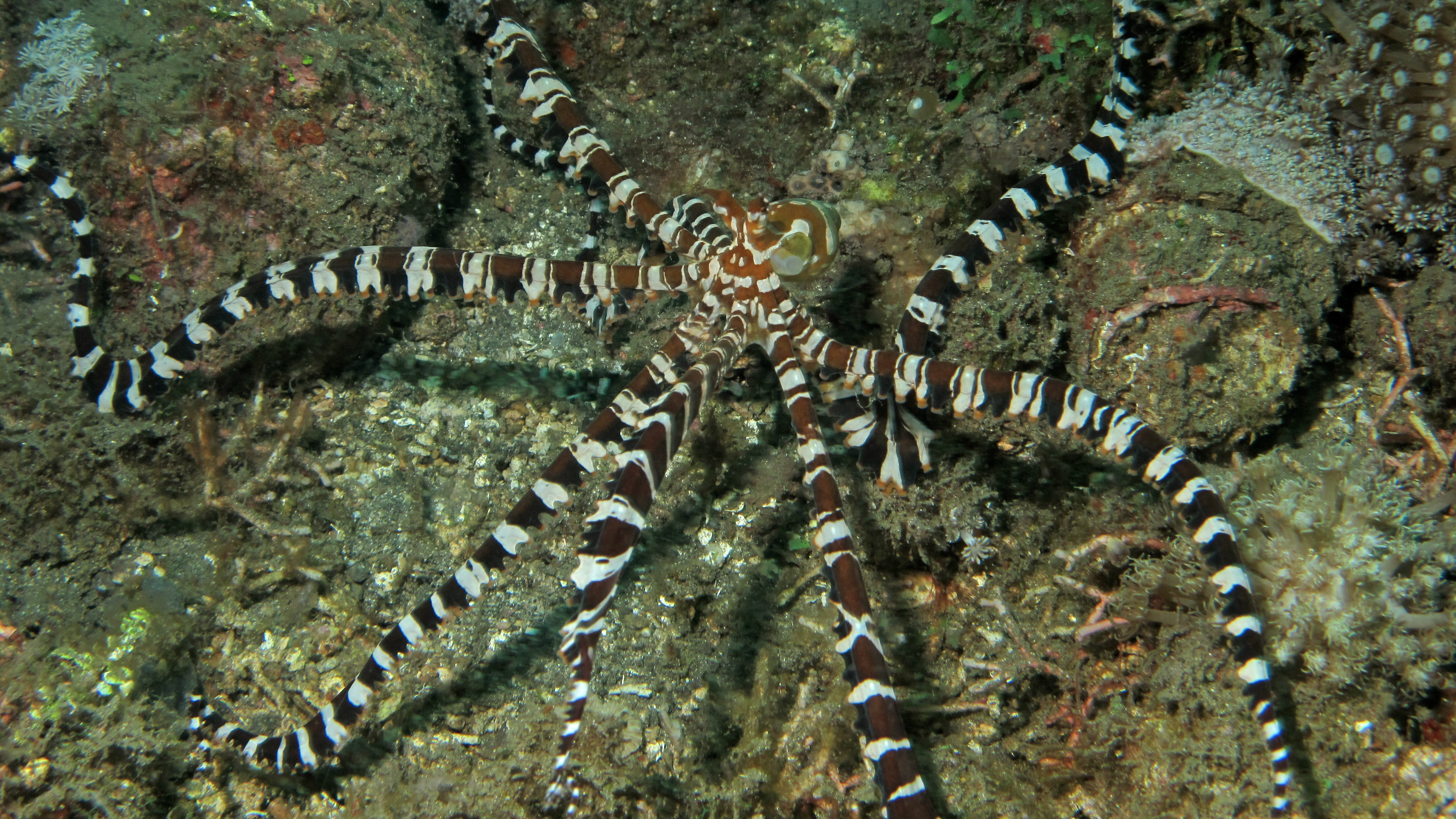
Visibili le braccia di W. photogenicus, lunghe e magre

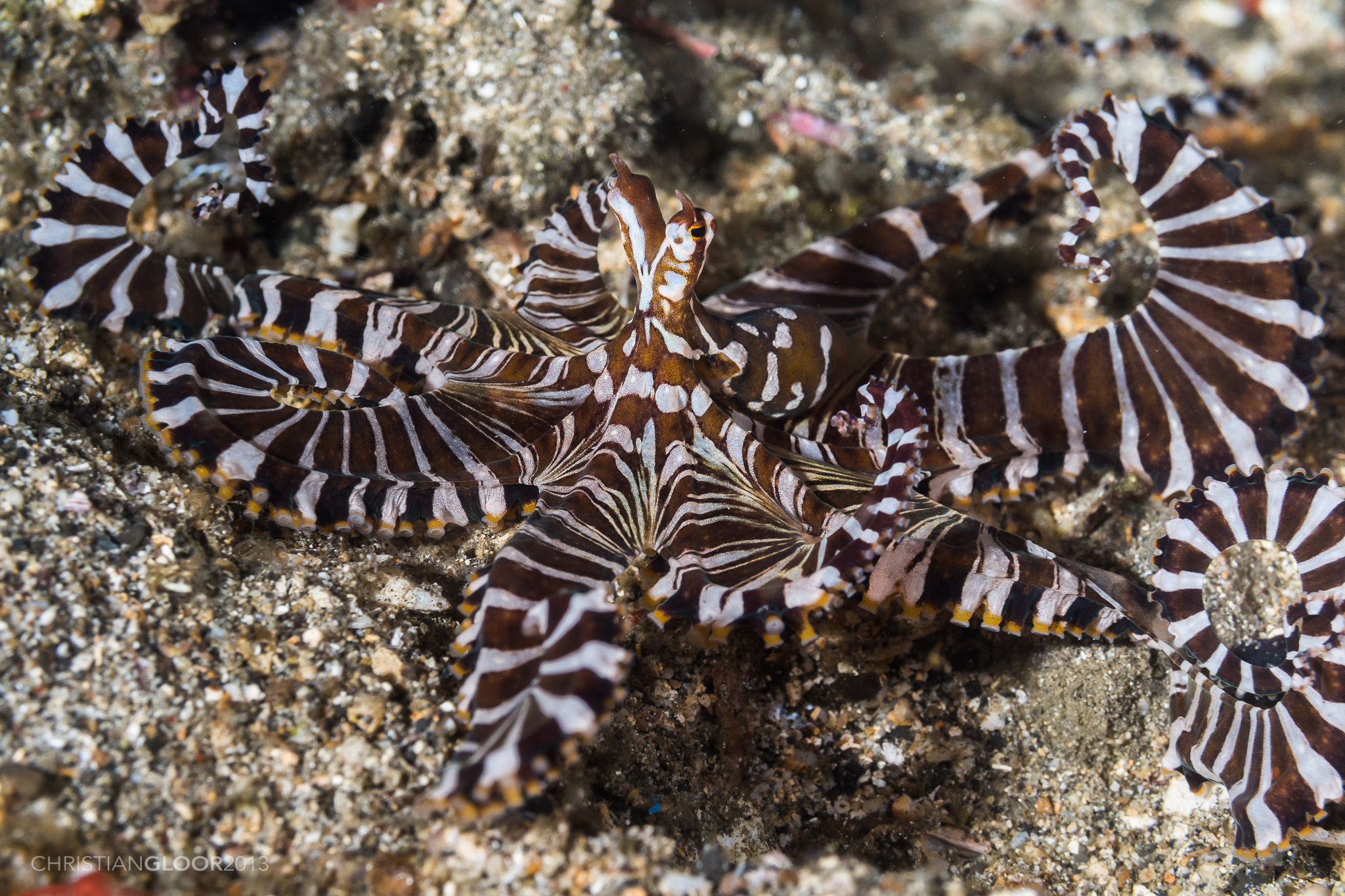
Qui è ben visibile la capacità di modificare lo spessore delle braccia

Un polpo wunderpus adulto mostra tipicamente uno schema individualmente unico di macchie e bande bianche. Il corpo è infatti ricoperto da una colorazione ruggine (rosso-brunastra), sia dorsalmente che ventralmente, con bande laterali bianche e segni lungo le braccia, il mantello e gli occhi. Le lunghe e snelle braccia hanno una muscolatura breve e un'ampia membrana.
Sotto le braccia, le loro ventose sono di un colore crema giallastro. Il polpo wunderpus ha una pelle relativamente liscia con papille su tutto il corpo, una sopra ogni occhio. Man mano che i polpi wunderpus invecchiano, i loro schemi corporei diventano più complessi. Il mantello ha una zona distinta ed è a forma di "Y", con l'occhio su ciascun ramo della "Y".
Le braccia sono un'appendice importante perché il polpo vi si affida per il mimetismo, la locomozione e la cattura delle prede. La larghezza di ciascun braccio aumenta man mano che ci si allontana dalla bocca, verso un quarto della lunghezza del braccio. Per i maschi, il terzo braccio destro è detto ectocotile. Le loro ventose sulle braccia sono più piccole e più distanziate rispetto alla maggior parte dei cefalopodi.

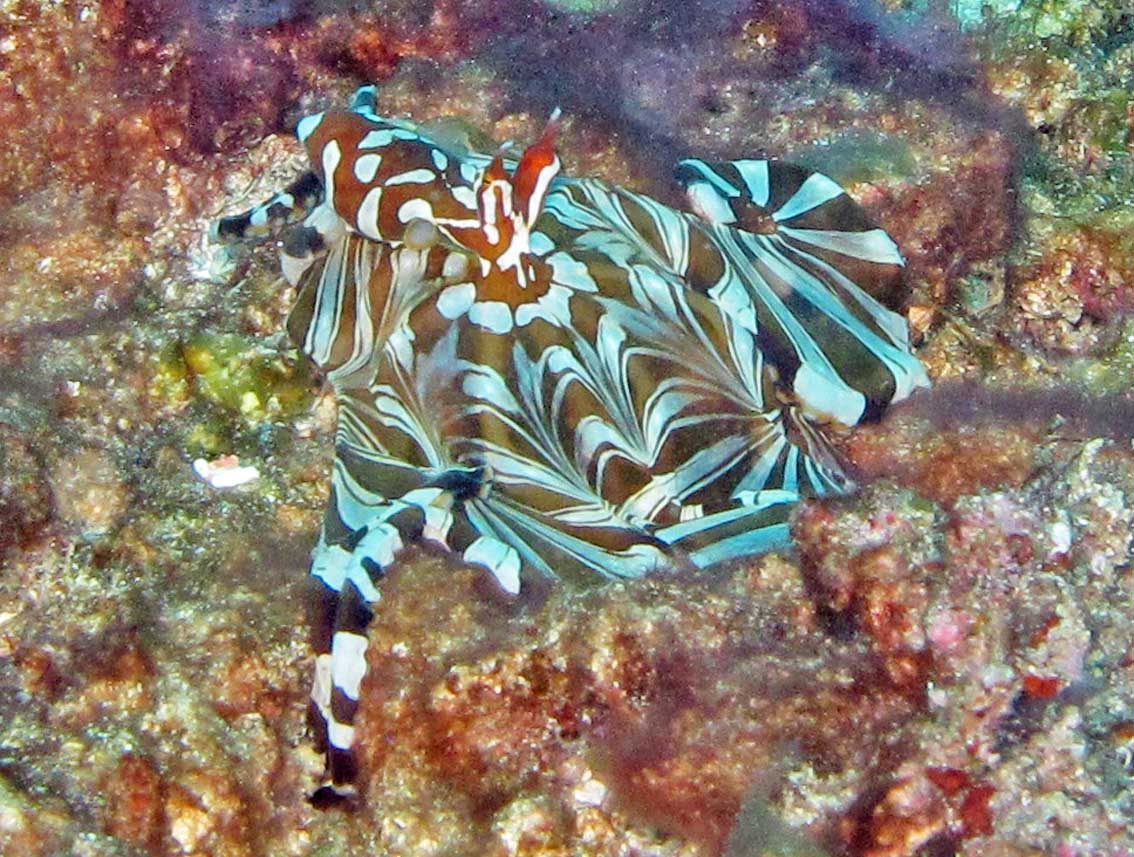
W. photogenicus usa le braccia come una rete per catturare la preda

### Cromatofori
I cromatofori, nel caso dei cefalopodi, sono organi neuromuscolari che contengono pigmenti e funzionano in modo diverso rispetto alla maggior parte degli altri animali. I cromatofori reagiscono agli stimoli e facilitano l'interazione con l'ambiente. Ogni organo contiene un sacco elastico contenente un pigmento che è attaccato al muscolo radiale del polpo. Quando il polpo si eccita, i muscoli radiali si contraggono e dilatano i cromatofori. Al contrario, quando il polpo è in uno stato rilassato, i cromatofori si ritrarranno nel sacco elastico.
Poiché questi cromatofori interagiscono con l'ambiente, consentono al polpo di selezionare, in qualsiasi momento, un particolare modello corporeo: possono per esempio decidere di modificare la loro pelle, da liscia a rugosa. Ciò gli consente, ad esempio, di mimetizzarsi e nascondersi dai loro predatori. Un'altra funzione dei cromatofori è la comunicazione intraspecifica che facilita la comunicazione tra individui.
Anche i polpi appena nati hanno dei cromatofori, detti "cromatofori fondatori", organi simili a sacche che contengono pigmenti nella loro pelle. I cromatofori fondatori sono ben visibili nei giovani e diventano più piccoli e poco visibili quando il polpo si avvicina all'età adulta.

## Distribuzione e habitat
W. photogenicus si trova in acque poco profonde da Bali e Sulawesi al nord delle Filippine e ad est di Vanuatu. Un luogo popolare per i wunderpus, documentato dai fotografi subacquei, è nel fondale di sabbia vulcanica dello stretto di Lembeh, nel nord di Sulawesi.
Il polpo wunderpus è una specie bentonica che vive lungo i sedimenti del fondo in acque relativamente poco profonde (non più profonde di 20 m). W. photogenicus preferisce un habitat con substrati di sedimenti molli che gli permettano di scavare sotto il substrato; i fondali sabbiosi che si trovano nei pressi dei reef tropicali sono l'ideale per questa rara specie. Le popolazioni del polpo wunderpus possono variare ed essere dense con un massimo di 5 individui per 25 m2.

## Biologia
W. photogenicus è noto per la sua capacità di imitare altri animali marini (mimetismo batesiano): può cambiare i suoi modelli di colore quando viene disturbato o minacciato, consentendo al polpo di mimetizzarsi con l'ambiente circostante o di imitare una specie velenosa per spaventare il suo predatore (comportamento osservato in altre specie di polpi, come Thaumoctopus mimicus).

### Comportamento
Poco si sa e si documenta in realtà sul comportamento e sulla storia della vita di W. photogenicus e questo potrebbe essere in parte dovuto alla sua vita solitaria; non è noto infatti alcun comportamento sociale esibito da questa specie. Delle poche posture e modelli comportamentali che sono stati osservati dai wunderpus, si ritiene che siano imitatori di altri animali. Ci sono studi che suggeriscono che il polpo wunderpus è noto per impersonare animali velenosi come il pesce leone e il serpente di mare bocca gialla. I segni bianchi a bande del wunderpus gli permettono di essere in grado di imitare le strisce del serpente e le spine del pesce leone. È stato anche documentato che W. photogenicus è solito scavare nel fondo sabbioso con sei delle loro otto braccia, lasciandone due libere di imitare l'aspetto del serpente di mare. Entrambi gli organismi che è stato documentato imitare sono velenosi, il che suggerisce che il wunderpus fa uso di questo comportamento per ingannare ed allontanare potenziali predatori.

### Alimentazione
I wunderpus si nutrono dal tramonto all'alba di piccoli pesci e di crostacei. Hanno due strategie di alimentazione principali. Il primo metodo è il metodo di "sondaggio", in cui il polpo estende le braccia in fessure e buchi per cercare la preda; quando la incontra, usa le braccia e le ventose per trattenerla e rimuoverla dalla sua tana. Il secondo metodo di alimentazione prevede l'utilizzo delle larghe membrane di pelle tra le braccia, che consentono al polpo di creare una "rete" per catturare la preda. Quando il polpo wunderpus fa questo, prende le sembianze di un ombrello aperto. Durante l'alimentazione il polpo wunderpus si ritirerà nel suo rifugio in modo da non essere esposto ai predatori quando si nutre.
W. photogenicus è anche noto per mostrare un comportamento di foraggiamento aggressivo interspecifico (cannibalismo). Alcuni studi hanno scoperto che il polpo wunderpus mostra questo comportamento aggressivo anche su un suo parente stretto, il polpo mimo (Thaumoctopus mimicus). Usando il suo braccio più lungo per formare un cappio attorno al suo avversario, inizia a stringere impedendo il deflusso dell'acqua nel mantello e fuori dal sifone. Questo flusso d'acqua è importante perché è ciò che serve per ossigenare il sangue. Senza questo rifornimento, il polpo esaurirà gradualmente il suo ossigeno e alla fine morirà. Questa costrizione sul mantello impedisce anche al polpo preda di rilasciare il suo inchiostro.

### Riproduzione
In fase di accoppiamento il maschio monta la femmina per inserire il suo corto ectocotile (lungo circa il 30% delle altre braccia) nel mantello della femmina. Questo comportamento differisce dal tipico rituale osservato in altri octopodidi, in cui i maschi, avendo un ectocotile allungato, mantengono una certa distanza dalle femmine.
Dopo l'accoppiamento la femmina produce circa 2.000 piccole uova, lunghe circa 3.6 mm. Come in altre specie di polpi la femmina porta le sue uova tra le braccia e in genere muore poco dopo la schiusa della prole. I piccoli hanno abitudini planctoniche.

### Predatori
I cefalopodi sono costantemente a rischio di predazione a causa dei loro corpi molli, che non forniscono alcuna protezione contro dei predatori come i pesci. La maggior parte dei cefalopodi è dotata della capacità di rilasciare inchiostro per scoraggiare i loro predatori, ma il polpo wunderpus ha una tasca del nero ridotta e non è in grado di rilasciarlo.
Quando viene attaccato, W. photogenicus è in grado di amputarsi un braccio (autotomia), permettendogli di fuggire dai suoi predatori; in seguito rigenererà il suo arto perduto.
Non si sa quali siano i predatori specifici del polpo wunderpus, ma si ritiene che siano probabilmente preda di Scorpaenidae e Paralichthyidae.